# María Catalina de San Agustín
Catherine Simon de Longpré o  Marie Catherine de Saint-Augustin (Saint-Sauveur-le-Vicomte, 3 de mayo de 1632–Quebec, 8 de mayo de 1668), más conocida por su nombre religioso, María Catalina de San Agustín, fue una religiosa francesa, de las Canonesas Regulares Hospitalarias de la Misericordia de Jesús, misionera en Nueva Francia (hoy Canadá) y una de las fundadoras del Hôtel-Dieu de Quebec. Es venerada como beata por la Iglesia católica.

## Biografía
Catherine Simon de Longpré nació en Saint-Sauveur-le-Vicomte, Normandía francesa, el 3 de mayo de 1632, en el seno de una familia burguesa de grandes influencias en la sociedad de entonces. Era hija de Jacques Symon, señor de Longprey, teniente alcalde de Cherbourg y jurista. Se educó con sus abuelos paternos y bajo la dirección espiritual de los jesuitas. De ellos recibió una educación cristiana comprometida con los pobres y necesitados, al punto que desde joven sintió el llamado de consagrarse como religiosa. De ella se dice que desde los 4 años comulgaba y tenía una gran devoción por la Virgen María, de tal manera que entró con 10 años a la Cofradía del Rosario y a los 11 hizo voto de castidad. Sus confesores declararon que jamás había cometido pecado mortal.
Catherine, a los 12 años, ingresó como postulante en el monasterio de la Misericordia de Bayeux, de las Agustinas de la Misericordia de Jesús, donde recibió los consejos y la ayuda espiritual de Juan Eudes. El 24 de octubre de 1646 tomó el hábito religioso y en 1648 hizo sus primeros votos, cambiando su nombre por María Catalina de San Agustín. Fue enviada como misionera a Nueva Francia a ejercer su apostolado como enfermera en el Hôtel-Dieu que la Orden tenía en Quebec. A la misión llegó el 9 de agosto de 1648, de la que más tarde sería la administradora y superiora
María Catalina falleció en Quebec el 8 de mayo de 1668, a la edad de 36 años, a causa de la tuberculosis.

## Culto
Ya en vida, María Catalina de San Agustín gozaba de una gran fama entre las personas de la misión, al punto que luego de su muerte, muchos fueron los que la creían santa. Sus confesores habían declarado que ella nunca había cometido pecado mortal. María se dedicaba al cuidado de los pobres y enfermos, en especial de los indígenas, que la llamaban “IkaniKonriihosta” que significa: La que vuelve el interior más bello. El religioso jesuita Paul Ragueneau fue quien escribió su primera biografía y en la que habla de su dedicación y las supuestas múltiples experiencias místicas que tuvo.
María Catalina de San Agustín fue  beatificada por el papa Juan Pablo II el 23 de abril de 1989. La Iglesia católica celebra su memoria el 8 de mayo y es venerada en especial modo en Saint-Sauveur-le-Vicomte, su ciudad natal, y en Quebec donde murió. Además su memoria es importante para las religiosas de su Orden, por ser la primera canonesa, no mártir, en ser elevada a los altares. Sus reliquias se veneran en el centro Catherine de Saint-Augustin, ubicado al lado del Hôtel-Dieu de Quebec.